# Syndrom hydroperikardu a hepatitidy u brojlerů
Syndrom hydroperikardu a hepatitidy u brojlerů (angl. hydropericardium-hepatitis syndrome, HHS, nebo Angara disease),  je akutní onemocnění kura domácího charakterizované vysokou morbiditou a mortalitou, hydroperikardem a nekrotickou hepatitidou. První výskyt syndromu byl zaznamenán v Pákistánu v roce 1987 pod názvem „Angara disease.“  Výskyt HHS je pravděpodobně celosvětový.
Za původce syndromu jsou považovány konvenční ptačí adenoviry sérotypů FAV-4 a FAV-8. K přenosu infekce dochází vertikálně i horizontálně, z organismu se virus vylučuje trusem. Konkurentní infekce zhoršují průběh nemoci a zvyšují ztráty. Predispozicí k onemocnění je imunosuprese vyvolávaná faktory infekční i neinfekční povahy.
Nejčastěji onemocní výkrmová kuřata ve věku 3-5 týdnů; popsán byl ale také výskyt u kuřat z rozmnožovacího chovu masného typu (RCHM) a u kuřat nosného typu. Trvání nemoci je asi 9-14 dní, morbidita se pohybuje mezi 10-30 % a denní mortalita může dosahovat až 3-5 %. Od inkluzní hepatitidy drůbeže se liší vyšší mortalitou a častějším výskytem hydroperikardu.
Klinické příznaky nejsou specifické. Pozoruje se náhle zvýšená mortalita, netečnost zvířat a jejich shlukování, načepýřené peří a nažloutlé hlenovité výkaly. Charakteristickým pitevním nálezem je hydroperikard, nekrózy v myokardu, játra zvětšená, křehká, světlé barvy s nekrotickými ložisky a překrvení a edém plic. 
Diagnostika, terapie a prevence jsou stejné jako u ostatních adenovirových infekcí ptáků.